# Kanton Sainte-Luce
Kanton Sainte-Luce is een voormalig kanton van het Franse departement Martinique. Kanton Sainte-Luce maakte deel uit van het arrondissement Le Marin en telde 9.165 inwoners (2007). Het kanton had een oppervlakte van 28,02 km² en een dichtheid van 327 inwoners per vierkante kilometer. Het werd zoals alle kantons van Martinique opgeheven op 1 januari 2016.

## Gemeenten
Het kanton Sainte-Luce omvatte uitsluitend de  gemeente Sainte-Luce